# Самоуважение
Самоуважение — психологическая концепция, описывающая внутреннюю оценку собственной ценности, достоинства и повседневной уверенности. Базируется на восприятии личных способностей, достижений, качеств личности и социальных ролей. Формируется через взаимодействие с окружающей средой, включая семейное и социальное окружение, и может быть повышено или понижено в зависимости от получаемой обратной связи и личного опыта. Важный аспект психологического благополучия, влияющий на поведение индивида, эмоциональное состояние и общее самочувствие. Напрямую связано с ощущением любви, защиты, удовлетворённости положением дел и текущим уровнем жизни. Способность решать жизненные проблемы. Явно зависит от опыта отношений с близкими людьми.
Подразумевает уверенность в чувстве собственной значимости, способностях, нравственности или морали, убеждения о себе, например, «меня любят», «я достоин», а также эмоциональные состояния, такие как триумф, отчаяние, гордость и стыд.
Смит и Макки в 2007 году, дали следующее определение: «Я-концепция — то, что мы думаем о себе. Самоуважение — положительные или отрицательные самооценки, то есть то, что мы чувствуем по отношению к себе».
Является значимой психологической структурой, поскольку предсказывает определённые результаты, такие как академическая успеваемость, счастье, удовлетворённость брачным союзом и отношениями, и преступное поведение. Считается, что преимущества высокого самоуважения включают в себя улучшение психического здоровья и физического здоровья, а также снижение антисоциального поведения, в то время как недостатками низкого самоуважения являются тревожность, одиночество и повышенная склонность к злоупотреблению психоактивными веществами. Самоуважение может относиться к конкретному признаку или глобально. Психологи обычно рассматривают самоуважение как устойчивую характеристику личности (черта самоуважения), хотя существуют и нормальные, краткосрочные вариации (состояние самоуважения). Синонимы или близкие по определению к самоуважению термины: самооценка, самодостоинство, самопочтение (self-respect), и саморазвитие.

## История
Концепция самоуважения берёт своё начало, в 17 веке, впервые выраженная в трудах шотландского мыслителя-просветителя Дэвида Юма. Юм утверждает, что важно уважать себя и думать о себе хорошо, потому что это служит мотивационной функцией, которая позволяет людям полностью раскрыть свой потенциал.
Определение самоуважения, как отдельного психологического конструкта заложено в работе философа, психолога, геолога и антрополога Уильяма Джеймса (1892). Джеймс выделил несколько измерений самости, с двумя уровнями иерархии: процессы познания (называемые «Я-сам») и результирующие знания о себе («Мне-самому» ). Наблюдение за собой и хранение этих наблюдений «Я-сам» создает три типа знаний, которые в совокупности составляют «Я-самость» , согласно Джеймсу. Это «материальное Я», «социальное Я» и «духовное Я». «Социальное Я», ближе всего к самоуважению, включает в себя все характеристики, признаваемые другими людьми. «Материальное Я» состоит из образов тела и имущества, а «духовное Я» — из описательных образов и оценочных установок в отношении себя. Этот взгляд на самоуважение, как на совокупность отношений индивида к самому себе сохраняется и сегодня.
В середине 1960-х годов социальный психолог Моррис Розенберг определил самоуважение, как чувство собственного достоинства и разработал шкалу самоуважения Розенберга (RSES), которая стала наиболее широко используемой шкалой для измерения самоуважения в социальных науках.
В начале 20 века бихевиористское движение свело к минимуму интроспективное изучение психических процессов, эмоций и чувств, заменив интроспекцию объективным изучением через эксперименты с поведением, наблюдаемым в связи с окружающей средой. Бихевиоризм рассматривал человека как животное, подверженное подкреплению, и предложил сделать психологию экспериментальной наукой, подобно химии или биологии. Как следствие, клинические исследования самоуважения игнорировались, поскольку бихевиористы считали эту идею менее поддающейся тщательному измерению.
В середине 20-го века развитие феноменологии и гуманистической психологии привело к возобновлению интереса к самоуважению. Затем самоуважение заняло центральное место в самоактуализации личности и в лечении психических расстройств. Психологи начали рассматривать взаимосвязь между психотерапией и личной удовлетворённостью людей с высоким самоуважением, как полезную для данной области знаний. Это привело к тому, что в понятие самоуважения были введены новые элементы, в том числе причины, по которым люди склонны чувствовать себя менее значимыми и почему люди становятся подавленными или неспособными самостоятельно справиться с трудностями.
В 1992 году политолог Фрэнсис Фукуяма связал самоуважение с тем, что Платон называл тумосом (thymos) – «одухотворенностью (spiritedness) части платоновской души (Platonic soul)».
С 1997 года основной подход к самооценке включает самоуважение, как одно из четырёх измерений, составляющих фундаментальную оценку человеком самого себя — наряду с локусом контроля, невротизмом и самоэффективностью.  Концепция основных самооценок, впервые рассмотренная Джаджем, Локком и Даремом (1997),  с тех пор доказала свою способность предсказывать удовлетворенность работой и эффективность работы. Самоуважение может быть важнейшим условием для самооценки.

### В области государственной политики США
Важность самоуважения получила одобрение со стороны некоторых правительственных и неправительственных групп, начиная с 1970-х годов, так что можно говорить о движении за самоуважение. Это движение можно использовать как пример многообещающего доказательства того, что психологические исследования могут оказывать влияние на формирование государственной политики.  Основная идея движения заключалась в том, что заниженное самоуважение является корнем проблем для отдельных людей, что делает его корнем общественных проблем и неблагополучия. Один из ведущих деятелей движения, психолог Натаниэль Бранден, сказал: «[Я] не могу вспомнить ни одной психологической проблемы — от тревоги и депрессии, страха перед близостью или успехом, до побоев супруга или издевательств над детьми — которая не была бы связана с проблемой низкого самоуважения».:3
Считалось, что самоуважение является культурным феноменом западных индивидуалистических обществ, поскольку низкое самоуважение не встречается в коллективистских странах, таких как Япония.
Озабоченность по поводу заниженного самоуважения и его многочисленных предполагаемых негативных последствий побудила члена калифорнийской ассамблеи, Джон Васконселлос (John Vasconcellos) в 1986 году создать и финансировать целевую группу по самоуважению и личной и социальной ответственности в Калифорнии. Васконселлос утверждал, что эта целевая группа могла бы бороться со многими проблемами штата — от преступности и подростковой беременности до неуспеваемости в школе и загрязнения окружающей среды. Он сравнил повышение самоуважения, с раздачей вакцины от какой-либо болезни: оно может помочь защитить людей от чрезмерного давления жизненных проблем.
Рабочая группа создала комитеты во многих округах Калифорнии и сформировала комитет учёных для анализа имеющейся литературы по самоуважению. Этот комитет обнаружил очень небольшие ассоциации между низким самоуважением и его предполагаемыми последствиями, в итоге показав, что низкое самоуважение не является корнем всех общественных проблем и не так важно, как первоначально думал комитет. Однако авторы документа, который подытожил обзор литературы, по-прежнему считали, что самоуважение является независимой переменной, влияющей на основные социальные проблемы. В 1995 году целевая группа была распущена, и был создан Национальный совет по самоуважению, а затем Национальная ассоциация самоуважения (NASE), которая взяла на себя миссию целевой группы. В 2003 году Васконселлос и Джек Кэнфилд были членами консультативного совета этой организации, а в коалицию её мастеров входили Энтони Роббинс, Берни Сигел (Bernie Siegel) и Глория Стайнем.

## Теории
Многие ранние теории предполагали, что самоуважение является основной человеческой потребностью или мотивацией. Американский психолог Абрахам Маслоу включил самоуважение в свою иерархию человеческих потребностей. Он описал две различные формы «уважения»: потребность в уважении со стороны других в форме признания, успеха и восхищения и потребность в самоуважении в форме любви к себе, уверенности в себе, мастерства или способностей. Считалось, что уважение со стороны других людей более хрупкое и легко теряемое, чем внутреннее самоуважение. По мнению Маслоу, без удовлетворения потребности в самоуважении человек будет вынужден искать его и не сможет расти и достичь самоактуализации. Маслоу также утверждает, что самое здоровое выражение самоуважения «это то, которое проявляется в уважении, которое мы заслуживаем от других, больше, чем известность, слава и лесть» . Современные теории самоуважения исследуют причины, по которым люди мотивированы поддерживать высокое мнение о себе. Социометрическая теория утверждает, что самоуважение развивалось для того, чтобы проверить уровень своего статуса и признания в своей социальной группе. Согласно теории управления страхом смерти, самооценка выполняет защитную функцию и снижает тревогу по поводу жизни и смерти.
Карл Роджерс (1902-1987), сторонник гуманистической психологии, считал, что истоки проблем многих людей в том, что они презирают себя, считают себя бесполезными и неспособными быть любимыми. Именно поэтому Роджерс верил в важность безусловного принятия пациента, и когда это было сделано, это могло повысить уровень самоуважения человека. На своих терапевтических сессиях с людьми он предлагал позитивное отношение, несмотря ни на что. Действительно, с тех пор в гуманистической психологии понятие самоуважения рассматривается как неотъемлемое право (inalienable right) каждого человека, кратко сформулированное в следующем предложении:
Каждый человек, без исключения, просто за то, что он есть, достоин безусловного уважения со стороны всех других людей; каждый заслуживает уважения к себе и к тому, чтобы его уважали.

## Измерение
Для оценки самоуважения обычно используются опросники самоотчёта.
Один из наиболее широко используемых инструментов, шкала самоуважения Розенберга (ШСУР) представляет собой шкалу из 10 пунктов, для оценки уровня собственного достоинства, которая требует от участников указать уровень согласия с рядом утверждений о себе. Альтернативный показатель, опросник Куперсмита, состоит из 50 вопросов на различные темы и предполагает, что испытуемые оценивают кого-либо, как человека, подобного или неподобного себе. Если ответы испытуемого демонстрируют твёрдое самомнение, шкала считает его хорошо адаптированным. Если же эти ответы свидетельствуют о внутреннем чувстве стыда, шкала считает их склонными к социальным отклонениям.
Неявные меры самоуважения начали использоваться в 1980-х годах. 
Они опираются на косвенные показатели когнитивной обработки, которые, как считается, связаны с неявным самоуважением (implicit self-esteem), включая задание на составление буквы имени (name letter task)(или задание на первоначальное предпочтение) и тест на неявные ассоциации.
Такие косвенные меры предназначены для снижения осознанности процесса оценивания. При использовании, с целью оценки, неявного самоуважения, психологи, применяют к участнику саморелевантные стимулы, а затем измеряют, насколько быстро человек идентифицирует положительные или отрицательные стимулы. Например, если женщине были даны саморелевантные стимулы «женщина» и «мать», психологи замеряют время, как быстро она определит негативное слово «злой» или позитивное слово «добрый».

## Развитие на протяжении всей жизни
Опыт жизни человека является основным источником развития самоуважения. В первые годы жизни ребёнка, родители оказывают значительное влияние на самоуважение и могут считаться основным источником положительного и отрицательного опыта, который получит ребёнок. Безусловная любовь со стороны родителей, помогает ребёнку развить устойчивое чувство заботы и уважения. Эти чувства впоследствии влияют на самоуважение ребёнка по мере его взросления. Учащиеся начальной школы с высоким самоуважением, как правило, имеют авторитетных родителей — заботливых, поддерживающих взрослых, которые устанавливают чёткие стандарты для своего ребёнка и позволяют ему высказывать своё мнение при принятии решений.
Хотя исследования до сих пор сообщали только о взаимосвязи тёплого, поддерживающего стиля воспитания (parenting styles), в основном авторитетного и разрешающего, с высоким самоуважением детей, эти стили воспитания можно легко рассматривать как имеющие некий причинный эффект в развитии самоуважения. Опыт детства, способствующий формированию здорового самоуважения, включает в себя то, что к ребёнку прислушиваются, с ним уважительно разговаривают, он получает соответствующее внимание и привязанность, его достижения признаются, а ошибки или неудачи принимаются и признаются. Опыт, способствующий низкой самооценке, включает в себя жесткую критику, физическое, сексуальное или эмоциональное насилие, игнорирование, насмешки или издевательства, или ожидание того, что всё время нужно быть «идеальным».
В школьном возрасте уровень успеваемости вносит значительный вклад в развитие самооценки. Последовательное достижение успеха или постоянные неудачи будут оказывать сильное влияние на индивидуальную самоуважение учащихся. Однако, учащиеся могут испытывать снижение самоуважения и во время учёбы в школе. Например, у них может не быть успехов в учёбе, или они живут в неблагополучной обстановке вне школы. Проблемы, подобные указанным выше, могут заставить подростков сомневаться в себе. Социальный опыт — ещё один важный фактор, влияющий на уровень самоуважения. По мере обучения в школе, дети начинают понимать и признавать различия между собой и своими одноклассниками. Используя социальные сравнения, дети оценивают, лучше или хуже они справились с различными видами деятельности по сравнению с одноклассниками. Эти сравнения играют важную роль в формировании самоуважения ребёнка и влияют на позитивные или негативные чувства, которые он испытывает по отношению к себе. В подростковом возрасте, влияние сверстников становится гораздо более важным. Подростки оценивают себя на основе своих отношений с близкими друзьями. Для формирования высокого самоуважения у детей важны благополучные отношения с друзьями. Социальное одобрение порождает уверенность и формирует высокое самоуважение, тогда как отвержение со стороны сверстников и одиночество вызывают сомнения в себе и формируют низкое самоуважение.
В подростковом возрасте наблюдается рост самоуважения, которое продолжает расти в молодом зрелом и среднем возрасте. Снижение наблюдается, от среднего возраста, к пожилому возрасту, с различными выводами о том, является ли это снижение небольшим или большим. Причины такой вариативности могут быть связаны с различиями в состоянии здоровья, когнитивных способностях и социально-экономическом статусе (socioeconomic status) в пожилом возрасте. Не было обнаружено различий между мужчинами и женщинами в развитии чувства собственного достоинства. Многочисленные когортные исследования показывают, что нет разницы в жизненной траектории самоуважения между поколениями из-за изменений в обществе, таких как инфляция оценок в образовании или присутствие социальных медиа.
Высокий уровень самообладания, низкая склонность к риску и хорошее здоровье позволяют предположить более высокое самоуважение. С точки зрения личности, более высокое самоуважение наблюдается у эмоционально стабильных, экстравертированных и добросовестных людей. Эти факторы показали наличие у самоуважения черт характера, которые остаются стабильными с течением времени, как у личности и интеллекта.  Однако это не означает, что его нельзя изменить. У испаноязычных подростков уровень самоуважения несколько ниже, чем у темнокожих и белых сверстников, но затем к 30 годам он несколько поднимается. В подростковом и ранне-юношеском возрасте у афроамериканцев наблюдается более резкое повышение самоуважения по сравнению с представителями белой части населения. Однако в пожилом возрасте у них наблюдается более быстрое снижение самоуважения.

### Стыд и позор
Стыд может быть причиной проблем с низким самоуважением. Чувство стыда обычно возникает из-за ситуации, в которой социальное «Я» обесценивается, например, из-за плохой работы, получившей социальную оценку. Неудовлетворительная работа приводит к повышению реакции психологических состояний, которые указывают на угрозу социальному «Я», а именно к снижению социального самоуважения и повышению чувства стыда. Этому возрастающему чувства стыда способствует самосострадание.

### Реальное «Я», идеальное «Я» и ужасное «Я»
Существует три уровня развития самооценки: реальное «Я», идеальное «Я» и страшное «Я». Реальное, идеальное и страшное «Я» развиваются у детей последовательно на когнитивных уровнях.
- Стадии моральных суждений: Люди описывают своё реальное, идеальное и страшное «Я», с помощью стереотипных ярлыков, таких как «хороший» или «плохой». Человек описывает своё идеальное и реальное «Я», в плане предрасположенности к действиям или в качестве поведенческих привычек. Ужасное «Я» часто описывается как неуспешное или имеющее плохие привычки.
- Стадии развития эго: Люди описывают своё идеальное и реальное «Я», в понятиях черт, которые основаны на отношении и действиях. Ужасное «Я» часто описывается как не оправдавшее социальные ожидания или как эгоцентричное.
- Стадии самопонимания: Люди описывают своё идеальное и реальное «Я», как единые личности или характеры. Описания ужасного «Я» фокусируются на неспособности соответствовать своим идеалам или ожиданиям в отношении своей собственной жизни (роли), часто из-за проблем в реальном мире (в окружающей действительности).

Это развитие влечет за собой все более сложные и всеобъемлющие моральные требования. На этом уровне самоуважение человека может пострадать, потому что он не чувствует, что оправдывает определённые ожидания. Это чувство умеренно влияет на самоуважение, но ещё больший эффект наблюдается, когда люди считают, что они превращаются в свою версию — ужасного «Я».

## Типы самоуважения

### Высокое

Пирамида потребностей по Маслоу.

Люди со здоровым уровнем самоуважения:
- Твёрдо верят в определённые ценности и принципы и готовы отстаивать их, даже встречая противодействие, чувствуя себя достаточно уверенно, чтобы изменить их, в зависимости от полученного опыта.[15]
- Способны действовать в соответствии с тем, что они считают лучшим выбором, доверяя собственным суждениям и не чувствуя вины, когда другим не нравится их выбор.[15]
- Не теряют времени, чрезмерно беспокоясь о том, что произошло в прошлом, и о том, что может произойти в будущем. Они извлекают уроки из прошлого и планируют будущее, но интенсивно живут настоящим.[15]
- Полностью верят в свою способность решать проблемы, не колеблясь после неудач и трудностей. Они обращаются за помощью к другим, когда она им нужна.[15]
- Считают себя равными по достоинству с другими, а не низшими или высшими, принимая при этом различия в определённых талантах, личном авторитете или финансовом положении.[15]
- Понимают, что являются интересным и ценным человеком для других, по крайней мере, для тех, с кем их связывает дружба.[15]
- Не поддаются манипуляциям, сотрудничают с другими людьми только тогда, когда это кажется уместным и удобным.[15]
- Признают и принимают различные внутренние чувства и побуждения, как позитивные, так и негативные, открывая эти ощущения другим только по собственному желанию.[15]
- Способны наслаждаться разнообразными видами деятельности.[15]
- Чувствительны к эмоциям и потребностям других людей; уважают общепринятые социальные правила, не имеют права или желания преуспевать за чужой счет.[15]
- Способны работать над поиском решений и высказывать недовольство, не принижая себя или других при возникновении проблем.[51]

### Безопасность против защиты
Человек может иметь высокое самоуважение и держаться уверенно, не нуждаясь в заверениях со стороны окружающих для поддержания своего позитивного самовосприятия, в то время как другие люди с «защитным» высоким самоуважением могут по-прежнему показывать положительную самооценку по шкале самоуважения Розенберга, как и все люди с высоким самоуважением; однако их позитивное самовосприятие хрупко и уязвимо для критики. Люди с защитным высоким самоуважением перенимают подсознательные сомнения и неуверенность в себе, что заставляет их очень негативно реагировать на любую критику, которую они могут воспринять. Для поддержания чувства собственного достоинства эти люди нуждаются в постоянной положительной обратной связи от других. Необходимость в постоянной положительной оценке может быть связана с высокомерным, надменным поведением, а иногда даже с агрессивным и враждебным отношением к любому, кто ставит под сомнение самооценку человека, что является примером угрожающего эгоизма.
Журнал образовательной психологии (Journal of Educational Psychology) провёл исследование, в котором использовал выборку из 383 малайзийских студентов старших курсов, участвующих в программах интегрированного обучения на рабочем месте (WIL) в пяти государственных университетах, чтобы проверить взаимосвязь между самоуважением и другими психологическими характеристиками, такими как самоэффективность и самоуверенность (в значение уверенности в своих силах). Результаты показали, что самоуважение имеет положительное и значительное отношение к самоуверенности и самоэффективности, поскольку студенты с более высоким самоуважением лучше успевают в университете, чем студенты с более низким самоуважением. Был сделан вывод, что высшие учебные заведения и работодатели должны подчёркивать важность развития самоуважения студентов старших курсов.

### Неявное и явное
Неявное самоуважение относится к склонности человека оценивать себя положительно или отрицательно спонтанным, автоматическим или бессознательным образом. В отличие от явного самоуважения, которое подразумевает более сознательную и рефлексивную самооценку. И явное самоуважение, и неявное самоуважение теоретически являются подтипами чувства собственного достоинства.
Однако достоверность неявного самоуважения как структуры весьма сомнительна, учитывая не только его слабую или несуществующую корреляцию с явным самоуважением и оценками самоуважения со стороны опрошенных, но и неспособность нескольких показателей неявного самоуважения соотноситься друг с другом.
В настоящее время существует мало научных доказательств того, что самоуважение может быть надёжно или достоверно измерено с помощью неявных средств.

### Нарциссизм и угрожающий эгоизм
Нарциссизм — склонность людей к чрезмерной любви к себе. Характеризуется завышенным представлением о собственной значимости. Люди, набравшие высокий балл по показателям нарциссизма, например, по опроснику нарциссической личности Роберта Раскина, скорее всего, ответят на такие утверждения, как «Если бы я правил миром, то мир был бы намного прекраснее». Существует лишь незначительная взаимосвязь между нарциссизмом и самоуважением; то есть человек может иметь высокое самоуважение, но низкий нарциссизм, или может быть тщеславным, несносным человеком и иметь высокое самоуважение и высокий уровень нарциссизма. Однако, когда анализ взаимосвязи ограничивается аспектами чувства превосходства или самовлюблённости нарциссизма, то корреляции между нарциссизмом и самоуважением становятся сильными (обычно на уровне или около r = .50, но иногда до β = .86). Более того, самоуважение положительно связано с чувством превосходства даже при условии наличия контроля над общим уровнем нарциссизма.
Однако, помимо преувеличенного отношения к себе, нарциссизм дополнительно определяется такими характеристиками, как правомерность, эксплуататорство и доминирование. Кроме того, хотя позитивное самовосприятие является общей характеристикой нарциссизма и самоуважения, нарциссические самооценки преувеличены, в то время как при ненарциссическом самоуважении позитивные взгляды на себя по сравнению с другими относительно скромны. Таким образом, несмотря на то, что позитивная самооценка является одной из основных характеристик, а нарциссизм определяется высоким самоуважением, эти два конструкта не являются взаимозаменяемыми.
Угрожающий эготизм характеризуется, как реакция на критику, которая угрожает эго нарциссов; они часто реагируют враждебно и агрессивно.

### Низкое
Причиной низкого самоуважения могут быть различные факторы, включая генетические факторы, физический облик или вес, проблемы психического здоровья, социально-экономический статус, значительные эмоциональные переживания, социальная стигматизация, социальное давление (например сверстников, друзей, знакомых) или издевательства, травля.
Человек с низким уровнем самоуважения может проявлять некоторые из следующих особенностей: 
- Сильная самокритика и неудовлетворённость.[15]
- Гиперчувствительность к критике, с обидой на окружающих и чувством, что на вас нападают.[15]
- Хроническая нерешительность и преувеличенный (exaggerated) страх ошибок.[15]
- Чрезмерное желание понравиться и отсутствие желания не угодить любому собеседнику.[15]
- Перфекционизм, который может привести к разочарованию, когда не удается достичь совершенства.[15]
- Невротическое чувство вины, зацикленность на прошлых ошибках или преувеличение их масштабов.[15]
- Плавающая враждебность и общая защитная реакция и раздражительность без какой-либо непосредственной причины.[15]
- Пессимизм и общий негативный взгляд на вещи.[15]
- Зависть, недоброжелательность или общее недовольство.[15]
- Рассматривает временные неудачи как постоянные, непереносимые условия.[51]

Люди с низким самоуважением склонны критически относиться к себе. Некоторые при оценке самоуважения зависят от одобрения и похвалы окружающих. Другие могут оценивать свою привлекательность по успехам: одни принимают себя, если добиваются успеха, но не принимают, если терпят неудачу. Люди с хронически заниженным самоуважением подвержены более высокому риску возникновения психотических расстройств; кроме того, такое поведение тесно связано с формированием психотических симптомов.

#### Методы лечения
Было доказано, что метакогнитивная терапия (Metacognitive therapy), Десенсибилизация и переработка движением глаз (ДПДГ), когнитивная терапия на основе осознанности, рационально-эмотивная поведенческая терапия, когнитивно-поведенческая терапия и терапия черт и конструктов улучшают самоуважение пациентов.

### Три состояния
Эта классификация предложена Мартином Россом выделяет три состояния самоуважения индивида, по сравнению с «подвигами» —триумфами, честью, добродетелью) и «антиподвигами» — поражениями, смущением, стыдом, дискредитацией и т.д..

#### Разбитое
Личность человека не считает себя ценным или любимым. Возможно, человек испытывает чувство поражения или стыда или считает себя таковым и придумывает имя своему «антиподвигу». Например, если человек считает, что быть старше определённого возраста — недостаток, то он называет себя именем своего недостатка и говорит: «Я старый». При этом проявляются такие действия и чувства, как жалость, оскорбление себя, и человек может быть парализован своей депрессией.

#### Уязвимое
Индивид имеет в целом позитивную самооценку. Однако самооценка также уязвима перед воспринимаемым риском неминуемой антипобеды (такой как поражение, смущение, стыд, дискредитация), поэтому люди часто нервничают и регулярно используют защитные механизмы. Типичный защитный механизм людей с уязвимым самоуважением может заключаться в избегании принятия решений. Хотя внешне такие люди могут демонстрировать большую уверенность в себе, реальность может быть прямо противоположной: кажущаяся уверенность в себе свидетельствует об их повышенном страхе перед неудачами и уязвимости их самоуважения. Кроме того, такие лица могут пытаться обвинить других, чтобы защитить свою самооценку от ситуаций, которые могут ей угрожать. Могут использоваться защитные механизмы, включая попытки проиграть в играх и других соревнованиях, чтобы защитить свою самооценку, публично отгородившись от потребности в победе и утверждая независимость от социального признания, которого они, возможно, глубоко желают. В этом глубоком страхе быть непринятым сверстниками, человек делает неправильный жизненный выбор, принимая рискованные решения.

#### Сильное
Люди с сильным чувством самоуважения обладают позитивной самооценкой и достаточной силой, чтобы антиуспехи не покоробили их самооценку. У них меньше страха перед неудачей. Такие люди выглядят скромными, жизнерадостными, и это говорит об определённой силе, позволяющей не хвастаться подвигами и не бояться антипобед (неудач).
Эти люди способны всеми силами бороться за достижение своих целей, потому что, если что-то пойдет не так, их самооценка не пострадает. Они могут признать свои ошибки именно потому, что их самооценка сильна, и это признание не ухудшит и не повлияет на их самооценку. Они живут с меньшим страхом потерять социальный престиж, с большим счастьем и общим благополучием.
Однако ни один тип самоуважения не является нерушимым, и из-за определённых ситуаций или обстоятельств в жизни, человек может упасть с этого уровня в любое другое состояние самоуважения.

### Условно-постоянное и безусловно-непостоянное
Различают контингентное (или условное) и неконтингентное (или безусловное) самоуважение.
Условное самоуважение происходит из внешних источников, таких как мнение других людей, успех или неудача, компетентность человека, или самоуважение, зависящее от взаимоотношений.
Поэтому для условного самоуважения характерны нестабильность, ненадежность и уязвимость. Люди, не обладающие неконтингентным самоуважением, «предрасположены к непрерывному стремлению к самоценности». Однако, поскольку стремление к условному самоуважению основано на получении одобрения, то оно обречено на провал, так как никто не получает постоянного одобрения, а осуждение часто вызывает депрессию. Более того, страх получить неодобрение подавляет деятельность, в которой возможна неудача.
«Смелость быть собой — способность принять себя, несмотря на свою неприемлемую природу. Это паулино-лютеранская доктрина "оправдания верой" » Пауль Тиллих.
Безусловное самоуважение описывается как истинное, стабильное и устойчивое. Это происходит из убеждения, что человек является «приемлемым в данный момент, приемлемым по отношению к самой жизни, исторически значимым». Верить в то, что человек «онтологически приемлем» (исторически значим), значит верить в то, что его приемлемость — «то, как обстоят дела без случайностей». Согласно этой вере, изложенной теологом Паулем Тиллихом, приемлемость не основана на добродетели человека. Это принятие, которое происходит «несмотря на нашу собственную вину, а не потому, что у нас нет никакой ответственности» .
Психиатр Томас Харрис (Thomas A Harris) опирался на Тиллиха при написании своей классической книги «Я в порядке — ты в порядке» (I'm OK – You're OK), в которой речь идет о безоговорочном самоуважении. Харрис перевёл «acceptable» Тиллиха жаргонным словом OK, что означает «в порядке». Христианское послание, говорит Харрис, это не значит, что «ТЫ МОЖЕШЬ БЫТЬ ХОРОШИМ, ЕСЛИ»; а это значит, что «ТЫ ЛУЧШИЙ, безоговорочно».
Надёжное неконтингентное самоуважение возникает из веры в то, что человек является онтологически приемлемым и принятым.

### Самоуважение в зависимости от предметной области
В то время как глобальное самоуважение касается того, как люди оценивают себя в целом, специфические аспекты самоуважения относятся к тому, как они оценивают себя в различных соответствующих сферах жизни. Такие функционально различные аспекты самоуважения могут включать в себя самооценку в социальной, эмоциональной, телесной, школьной и творческо-художественной сферах.
Было установлено, что эти факторы предсказывают результаты, связанные с психологическим функционированием, здоровьем, образованием и трудовой деятельностью.
Например, низкое самоуважение в социальной сфере (т.е. воспринимаемая самим собой социальная компетентность) неоднократно определялось как фактор риска для жертв издевательств.

## Значимость
Абрахам Маслоу утверждает, что психологическое здоровье невозможно, если сущностное ядро личности не будет фундаментально принято, любимо и уважаемо другими и самим собой. Самоуважение позволяет людям смотреть на жизнь с большей уверенностью, доброжелательностью и оптимизмом, а значит, легко достигать своих целей и самоактуализироваться.
Самоуважение может убедить человека в том, что он заслуживает счастья. Понимание этого факта является основополагающим и универсально полезным, поскольку развитие положительного самоуважения повышает способность относиться к другим людям с уважением, благожелательностью и доброй волей, тем самым благоприятствуя богатым межличностным отношениям и избегая деструктивных (негативных). Для Эриха Фромма любовь к другим и любовь к себе не являются альтернативами. Напротив, отношение любви к себе можно найти у всех, кто способен любить других. Самоуважение позволяет проявлять творческий подход к работе и является особенно важным условием для профессий, связанных с преподавательской деятельностью.
Хосе-Висенте Бонет утверждает, что важность самоуважения очевидна, поскольку, по его словам, отсутствие самоуважения — не потеря уважения со стороны других, а самоотрицание. Бонет утверждает, что это соответствует большому депрессивному расстройству. Фрейд также утверждал, что депрессивный человек переживает «чрезвычайное снижение самооценки, обеднение эго в огромных масштабах... Он потерял чувство собственного достоинства».
Джокьякартские принципы, документ международного права в области прав человека, обращается к дискриминационному отношению к ЛГБТ, которое делает их самоуважение низким, чтобы стать объектом нарушения прав человека, включая торговлю людьми. Всемирная организация здравоохранения рекомендует в книге «Предотвращение самоубийства», опубликованном в 2000 году, что укрепление самоуважения учащихся важно для защиты детей и подростков от психических расстройств и депрессии, позволяя им адекватно справляться с трудными и стрессовыми жизненными ситуациями.
Кроме повышения уровня счастья, известно, что более высокое самоуважение также взаимосвязано с лучшей способностью справляться со стрессом и более высокой вероятностью выполнения трудных задач по сравнению с теми, у кого низкое самоуважение.

### Корреляции
С конца 1970-х до начала 1990-х годов многие американцы считали само собой разумеющимся, что самоуважение учащихся играет решающую роль в оценках, которые они получают в школе, в их межличностных отношениях со сверстниками и в их последующем жизненном успехе. Исходя из этого предположения, некоторые американские группы создали программы, направленные на повышение самоуважения учащихся. До 1990-х годов на эту тему проводилось мало рецензируемых и контролируемых исследований.
Проведённые с тех пор экспертные исследования не подтвердили предыдущие предположения. Последние исследования показывают, что завышение самоуважения учащихся само по себе не оказывает положительного влияния на успеваемость. Рой Баумейстер (Roy Baumeister) показал, что само по себе завышение самоуважения может снизить успеваемость. Взаимосвязь между самоуважением и образовательными результатами не означает, что высокое самоуважение способствует высоким учебным результатам. Это просто означает, что высокое самоуважение может быть достигнуто в результате высокой результативности в учёбе, благодаря другим переменным социального взаимодействия и жизненных событий, влияющих на эту результативность.
Попытки сторонников чувства собственного достоинства поощрять гордость за себя в учениках только на основании их уникальности как человеческих существ потерпят неудачу, если чувство благополучия не будет сопровождаться хорошими делами. Только когда ученики занимаются личностно значимыми делами, которыми они могут по праву гордиться, уверенность в себе растёт, и именно эта растущая уверенность в себе, в свою очередь, провоцирует дальнейшие достижения.
Высокое самоуважение имеет высокую корреляцию с самоотчётом о счастье; является ли это причинно-следственной связью, не установлено. Связь между самоуважением и удовлетворенностью жизнью сильнее в индивидуалистических культурах (странах).
Кроме того, было установлено, что самоуважение связано с прощением в близких отношениях, поскольку люди с высоким самоуважением будут более снисходительны, чем люди с низким самоуважением.
Высокое самоуважение не мешает детям курить, пить, принимать наркотики или вступать в ранние половые связи.

### Психическое здоровье
Самоуважение было связано с несколькими психическими заболеваниями, включая депрессию, тревогу, и расстройства пищевого поведения. Например, пониженное самоуважение может повысить вероятность того, что у людей, испытывающих дисфункциональные (беспорядочные) мысли, разовьются симптомы депрессии. Напротив, высокое самоуважение может защитить от развития психических заболеваний: исследования показали, что высокое самоуважение снижает вероятность развития заболеваний булимией и тревожностью.

## Нейронаука
Самоуважение может быть подразделено на два аспекта: долгосрочное и краткосрочное. Долгосрочное самоуважение отражает стабильную и устойчивую оценку себя, основанную на жизненном опыте и достижениях. Краткосрочное самоуважение отражает изменчивую и ситуативную оценку себя, зависящую от текущих обстоятельств и настроения. Оба аспекта самоуважения важны для психологического благополучия и адаптации к окружающей среде.
Одним из нейробиологических механизмов, лежащих в основе самоуважения, является фронтостриатальная цепь. Это нейронная сеть, которая связывает медиальную префронтальную кору (mPFC) с вентральным стриатумом (VS). mPFC отвечает за самопознание — процесс, в ходе которого человек осознает свои мысли, чувства, цели и ценности. VS отвечает за мотивацию и систему вознаграждения — процессы, которые регулируют поведение в зависимости от ожидания и получения положительных стимулов. Фронтостриатальная цепь позволяет интегрировать информацию о себе с информацией о вознаграждении, формируя ощущение собственной ценности и достоинства.
В 2014 году Роберт С. Чавес и Тодд Ф. Хизертон провели исследование, в котором изучили связь между фронтостриатальной цепью и самоуважением. Они использовали два метода нейроимиджинга: диффузионно-тензорную томографию (DTI) и функциональную магнитно-резонансную томографию (fMRI). DTI позволяет измерять анатомическую связность — структурную целостность и плотность белого вещества, которое составляет нервные пути между разными областями мозга. fMRI позволяет измерять функциональную связность — степень синхронизации активности между разными областями мозга во время выполнения определённой задачи.
Чавес и Хизертон обнаружили, что анатомическая связность между mPFC и VS коррелирует с долгосрочным самоуважением. То есть, чем более развиты и плотны нервные пути между этими областями, тем более высокий и стабильный уровень самоуважения у человека. Они также обнаружили, что функциональная связность между mPFC и VS коррелирует с краткосрочным самоуважением. То есть, чем более синхронна активность этих областей во время позитивной самооценки, тем более высокий и ситуативный уровень самоуважения у человека.
Результаты предоставляют согласованные анатомические и функциональные доказательства того, что самоуважение связано с фронтостриатальной цепью и предполагают, что чувства собственной ценности и достоинства возникают из нейронных систем, интегрирующих информацию о себе с позитивными эмоциями и вознаграждением.

## Критика и споры
Американский психолог, Альберт Эллис, один из самых ярких критиков концепции самоуважения, считает вредной и опасной для психического здоровья человека. Человек по своей природе склонен оценивать своё эго, то есть ценность и достоинство, в зависимости от того, каким образом соответствует определённым стандартам и как его воспринимают другие люди. Философия самоуважения, по мнению Эллиса, является нереалистичной, нелогичной и деструктивной, так как приводит к постоянному стрессу, тревоге, вины, стыду, недовольству собой и конфликтам с внешним миром. Самоуважение основано на произвольных и субъективных критериях, которые могут быть неадекватными, необоснованными и недостижимыми. Кроме того, Эллис, указывал на то, что самоуважение подразумевает чрезмерное обобщение, перфекционизм и иллюзии величия, которые не соответствуют реальности и мешают адаптации к изменяющимся условиям жизни.
«Кажется, есть только два чётко продемонстрированных преимущества высокой степени самоуважения.... Во-первых, оно повышает уровень инициативы, вероятно, потому что придаёт уверенности. Люди с высоким самоуважением охотнее действуют в соответствии со своими убеждениями, отстаивают то, во что они верят, идут навстречу другим, рискуют в новых начинаниях. (К сожалению, также включает в себя желание делать глупые или разрушительные вещи, даже если все остальные советуют не делать этого)... Что может заставить людей игнорировать разумные советы, упрямо продолжая тратить время и деньги на безнадёжные дела».
Эллис не отрицал, что оценка поведения и характеристик человека может быть полезной и функциональной, если помогает достичь своих целей и решать проблемы. Но возражал против оценки тотальности и полного «Я» человека, считая иррациональным и неэтичным. По его мнению, человек не может быть сведён воедино к какому-то числу или метке, а является сложным и уникальным существом, которое не поддаётся однозначной конкретной оценке. Позже, предлагал в качестве более здоровой альтернативы самоуважению концепцию безусловного самопринятия и безусловного принятие других людей. Когда человек полностью и безоговорочно принимает себя и других такими, какие они есть, независимо от поведения, качества и как эго оценивается окружающими. Это не означает, что человек не стремится к развитию и совершенствованию, но рефлексирует не для того, чтобы повысить свое самоуважение, а для того, чтобы улучшить свою жизнь и получать удовольствие от своих действий.
Рационально-эмоционально-поведенческая терапия (РЭПТ) — психотерапевтический подход, основанный на идеях Эллиса о самоуважении и самопринятии. Целью РЭПТ является помощь в осознании и изменении своих иррациональных убеждений, которые препятствуют быть счастливыми и эффективными. РЭПТ использует логический анализ, диспут, домашние задания, ролевые игры, бихевиоральные техники, чтобы обучить более рациональному и конструктивному мышлению и поведению. Акцентирует внимание на важности эмоционального образования, то есть на способности человека понимать, выражать и регулировать свои эмоции, на эмпатии и толерантности к другим людям.

### Ложные попытки
Уровень самоуважения может быть разным в разных ситуациях и зависит от того, как мы сравниваем себя с другими и какие стандарты мы для себя устанавливаем. Люди с заниженным самоуважением часто испытывают недовольство собой, неуверенность, стыд, вину, страх отвержения и неудачи. Они также склонны искать внешние источники подтверждения своей ценности, такие как имущество, секс, успехи или физическая внешность. Однако эти факторы не могут обеспечить стабильного и долговременного самоуважения, так как они подвержены изменениям, конкуренции и зависимости от обстоятельств. Поэтому для людей с заниженным самоуважением, любой положительный стимул временно повышает самоуважение, но это развитие в лучшем случае будет мимолётным (эфемерным).
Такие попытки повысить самоуважение с помощью позитивных стимулов приводят к «буму или спаду»: «комплименты и положительные отзывы» вызывают подъём, но за отсутствием подобных откликов следует спад. Для человека, чьё «самоуважение является условным», успех «не очень сладок», но «неудача очень горька». Например, неусловное самоуважение, которое основано на признании собственной уникальности, достоинства и ценности независимо от внешних факторов является более привлекательным для реальной жизни.

### Как нарциссизм
Удовлетворённость жизнью, счастье, здоровое поведение, воспринимаемая эффективность, академический успех и адаптация — важные показатели психологического благополучия человека. Исследования показывают, что данные факторы связаны с высоким уровнем самоуважения, то есть уверенностью в собственной ценности, способностях и достоинствах (Хартер, 1987; Хюбнер, 1991; Липшиц-Эльхави и Ицхаки, 2005; Румбергер, 1995; Свенсон и Прелоу, 2005; Ярчески и Махон, 1989).
Не все формы самоуважения одинаково полезны для психического здоровья. Распространённой ошибкой является мнение, что любовь по отношению лично к самому себе, обязательно эквивалентна нарциссизму, в отличие, например, от того, о чём Эрик Эриксон говорит как о «постнарциссической любви к эго».
Любовь к себе основана на зрелости, интеграции и гармонии личности, а не на иллюзорном и идеализированном образе себя. Люди со здоровым самоуважением принимают и любят себя безоговорочно, признавая в себе как достоинства, так и недостатки, и, несмотря ни на что, способны продолжать любить себя. Чувства не зависят от одобрения других, не поддаются критике и индивид не стремится к совершенству, уважает себя и других, способен к сотрудничеству и состраданию, саморазвитию и самореализации. У нарциссов, напротив, «неуверенность в собственной значимости порождает... самозащитную, но зачастую совершенно надуманную, ауру грандиозности» – создавая класс «нарциссов, или людей с очень высоким, но крайне нестабильным самоуважением... колеблющимся при каждом новом эпизоде социальной поддержки или осуждения»:479.
Для нарциссов, регулирование самоуважения является постоянной заботой. Что проявляется в виде защитных механизмах (такие как отрицание, проекция, самонадувание, зависть, высокомерие и агрессия), управление впечатлением с помощью саморекламы, приукрашивания, лжи, обаяния и доминирования, предпочтение отдаётся высокостатусной, конкурентной и иерархической среде для поддержания своего нестабильного, хрупкого и ущемлённого самоуважения. Нарциссизм — патологическая форма самоуважения, которая вредит не только самому нарциссу, но и его окружению. Нарциссизм следует и основан на генетике, ранних травмах, детских обидах, недостатке любви и внимания, избытке одобрения и восхищения, культурных и социальных влияниях.
Нарциссизм — психологическое явление, при котором человек имеет чрезмерно высокое мнение о себе, но при этом не любит себя по-настоящему. Что может быть следствием фундаментально низкого самоуважения, то есть отсутствия уважения к собственной личности, ценностям и потребностям. Чтобы защититься от этого неприятного чувства, нарцисс использует «защитный механизм отрицания путём чрезмерной самокомпенсации», то есть создает иллюзию «безмерного повышения самоуважения», которое не основано на реальных достижениях или качествах, а на фантазиях, идеализации и преувеличении.
Нарцисс не может принять себя таким, какой он есть, со своими сильными и слабыми сторонами. Он отвергает ту часть своего «Я», которая ассоциируется с недостатками, неудачами, уязвимостью и зависимостью. Такая часть символизирует «этого разрушительного маленького ребёнка», который нуждается в любви, заботе и поддержке, но не получает их от нарцисса или от окружающих. Вместо того, чтобы признать и выразить свои эмоции, потребности и желания, нарцисс стремится подчеркнуть свои достоинства в глазах других людей, чтобы убедить себя и их в том, что он ценный, уникальный и важный человек, который постоянно ищет внешнее подтверждение своей грандиозности в виде похвалы, восхищения, внимания, уважения и подчинения.
Самовосприятие нарцисса очень неустойчиво и легко может быть разрушено негативной информацией, такой как критика, отказ, конфликт, конкуренция или неудача. Тогда нарцисс может испытывать гнев, обиду, стыд, вину, ревность или депрессию. Чтобы справиться с неприятными эмоциями, нарцисс использует различные стратегии, такие как отрицание, рационализация, проекция, идеализация или обесценивание. Нарциссизм мешает человеку развивать здоровые и гармоничные отношения с другими людьми, так как, в таком состоянии не способен уважать, понимать, доверять и любить. Кроме того, нарциссизм влияет на социальные навыки, коммуникацию, сотрудничество, эмпатию и конструктивное решение проблем:126.

## Дальнейшее чтение
- Баумайстер, Рой Ф. (апрель 2001)."Неистовая гордость: становятся ли люди жестокими из-за ненависти к себе или любви к себе?", в Scientific American, 284, № 4, стр. 96-101
- Бранден, Н. (1969).Психология самоуважения. Нью-Йорк: Бантам.
- Бранден, Н. (2001).Психология самоуважения: революционный подход к самопониманию, положивший начало новой эре в современной психологии. Сан-Франциско: Джосси-бас. ISBN 0787945269
- Берк, С. (2008) "Самоуважение: почему?; Почему нет?", Нью-Йорк[ISBN?]
- Crocker J.; Park L. E. (2004). The costly pursuit of self-esteem. Psychological Bulletin. 130 (3): 392–414. doi:10.1037/0033-2909.130.3.392. PMID 15122925.
- Франклин, Ричард Л. (1994)."Преодоление мифа о самоценности: разум и заблуждение в том, что вы говорите себе".ISBN 0963938703
- Хилл, С. Э. и Бусс, Д.М. (2006)."Эволюция самоуважения".В книге Майкла Керниса (ред.) "Самоуважение: вопросы и ответы: Справочник современных перспектив".. Издательство "Психология Пресс": Нью-Йорк. 328-333.Полный текст
- Лернер, Барбара (1985)."Самоуважение и совершенство: выбор и парадокс", американский педагог, зима 1985 года.
- Мекка, Эндрю М. и др., (1989).Социальная значимость самоуважения Издательство Калифорнийского университета, 1989. (ред.; среди других редакторов были Нил Дж. Смелзер и Джон Васконселлос)
- Мрук, С. (2006).Исследование, теория и практика самоуважения: на пути к позитивной психологии самоуважения (3-е изд.). Нью-Йорк: Спрингер.[ISBN?][ISBN отсутствует]
- Rodewalt F.; Tragakis M. W. (2003). Self-esteem and self-regulation: Toward optimal studies of self-esteem. Psychological Inquiry. 14 (1): 66–70. doi:10.1207/s15327965pli1401_02.
- Руджеро, Винсент Р. (2000)."Плохое отношение: противостояние взглядам, которые мешают ученику учиться", американский педагог.
- Седикидес, К. и Грегг. А. П. (2003)."Портреты самого себя".В книге М. А. Хогга и Дж. Купера (ред.), Справочник Sage по социальной психологии (стр. 110-138).Лондон: Sage Publications.[ISBN?]
- Твенге, Джин М. (2007).Поколение Я: Почему сегодняшние молодые американцы более уверены в себе, напористы, наделены правами – и более несчастны, чем когда-либо прежде. Свободная пресса. ISBN 978-0743276986